# 阿尔加图伊市镇
阿尔加图伊市镇（俄语：Алгатуйское муниципальное образование）是俄罗斯联邦伊尔库茨克州图伦区所属的一个市镇。其下辖有1个居民点，行政中心为阿尔加图伊。据2016年统计，该市镇的人口为1217人。